# Хо (китайские мусульмане в Таиланде)

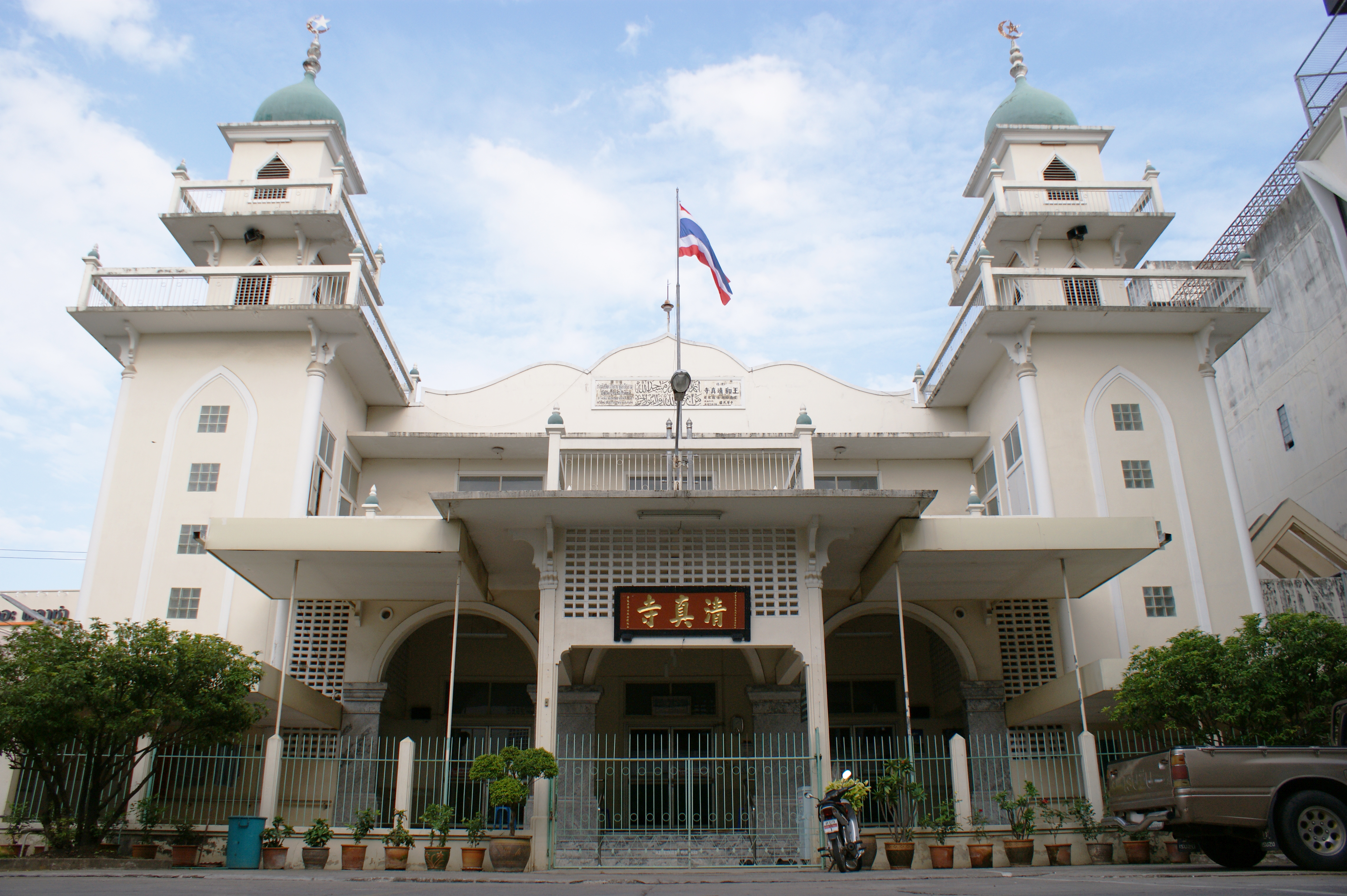
Мечеть в Чиангмайе

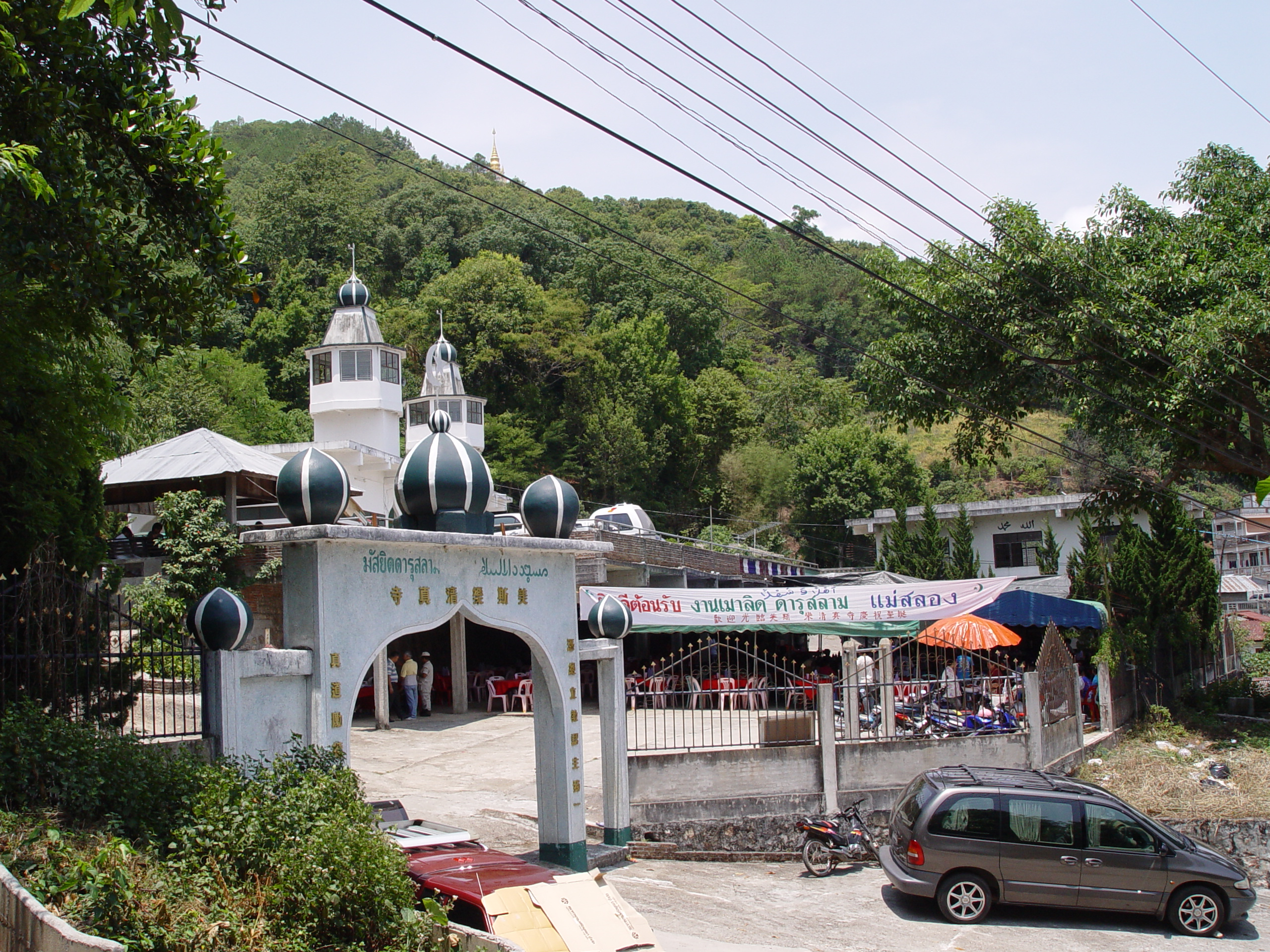
Мечеть в Чианграйе

Хо (тайск. ฮ่อ) — китайские мусульмане на севере Таиланда, мигрировавшие из провинции Юньнань. Основные волны переселения связаны с историей мусульманского восстания Ду Вэньсю (1856—1873) и иммиграцией после Китайской революции. Главная мечеть находится в Чиангмае. Хо поддерживают торговые отношения с мусульманами Юньнани и бирманскими китайскими мусульманами пантаями